# Weekends (film)
Pour les articles homonymes, voir Week-end (homonymie).
Pour plus de détails, voir Fiche technique et Distribution.
Weekends (위켄즈, Wikenjeu) est un film sud-coréen réalisé par Lee Dong-ha, sorti en 2016.

## Synopsis
Le groupe suit un groupe d'hommes homosexuels qui se retrouvent pour participer à une chorale nommée G.-Voice.

## Fiche technique
- Titre : Weekends
- Titre original : 위켄즈 (Wikenjeu)
- Réalisation : Lee Dong-ha
- Scénario : Lee Dong-ha
- Musique : Eda Kang
- Photographie : Lee Dong-ha et Jung Cheol-min
- Montage : Yoonzu Um
- Production : Kim Min-kyung
- Société de production :
- Pays :  Corée du Sud
- Genre : Documentaire
- Durée : 98 minutes
- Dates de sortie : 
  -  Corée du Sud : 22 décembre 2016